# Vlag van Capelle aan den IJssel

Vlag van de gemeente Capelle aan den IJssel

De vlag van Capelle aan den IJssel is op 3 november 1980 per raadsbesluit door de gemeenteraad van de Zuid-Hollandse gemeente Capelle aan den IJssel vastgesteld als officiële vlag van de gemeente. De beschrijving is als volgt:
Een blauw veld met in het midden het Capelle-vignet in wit, linksboven aan de broekzijde het gemeentewapen, wit veld, zwarte omlijsting en zwarte vissen met onder het wapen de tekst: Capelle aan den IJssel.
De vlag bestaat uit een blauwe ondergrond met daarop in het midden in wit het logo van de gemeente. In de broekingtop is het wapen van Capelle aan den IJssel geplaatst met daaronder de gemeentenaam. Het ontwerp was van de vlaggenfabrikant Shipmate in Vlaardingen.
Het toevoegen van wapens en vooral tekst op een vlag druist volgens veel vlaggenkundigen in tegen de regels van een goed vlagontwerp. Zonder deze toevoegingen zou de vlag al heel herkenbaar zijn geweest.

## Verwant symbool

Het wapen van Capelle aan den IJssel

Alblasserdam
· Albrandswaard
· Alphen aan den Rijn
· Barendrecht
· Bodegraven-Reeuwijk
· Capelle aan den IJssel
· Delft
· Den Haag
· Dordrecht
· Goeree-Overflakkee
· Gorinchem
· Gouda
· Hardinxveld-Giessendam
· Hendrik-Ido-Ambacht
· Hillegom
· Hoeksche Waard
· Kaag en Braassem
· Katwijk
· Krimpen aan den IJssel
· Krimpenerwaard
· Lansingerland
· Leiden
· Leiderdorp
· Leidschendam-Voorburg
· Lisse
· Maassluis
· Midden-Delfland
· Molenlanden
· Nieuwkoop
· Nissewaard
· Noordwijk
· Oegstgeest
· Papendrecht
· Pijnacker-Nootdorp
· Ridderkerk
· Rijswijk
· Rotterdam
· Schiedam
· Sliedrecht
· Teylingen
· Vlaardingen
· Voorne aan Zee
· Voorschoten
· Waddinxveen
· Wassenaar
· Westland
· Zoetermeer
· Zoeterwoude
· Zuidplas
· Zwijndrecht